# ليفكيمي

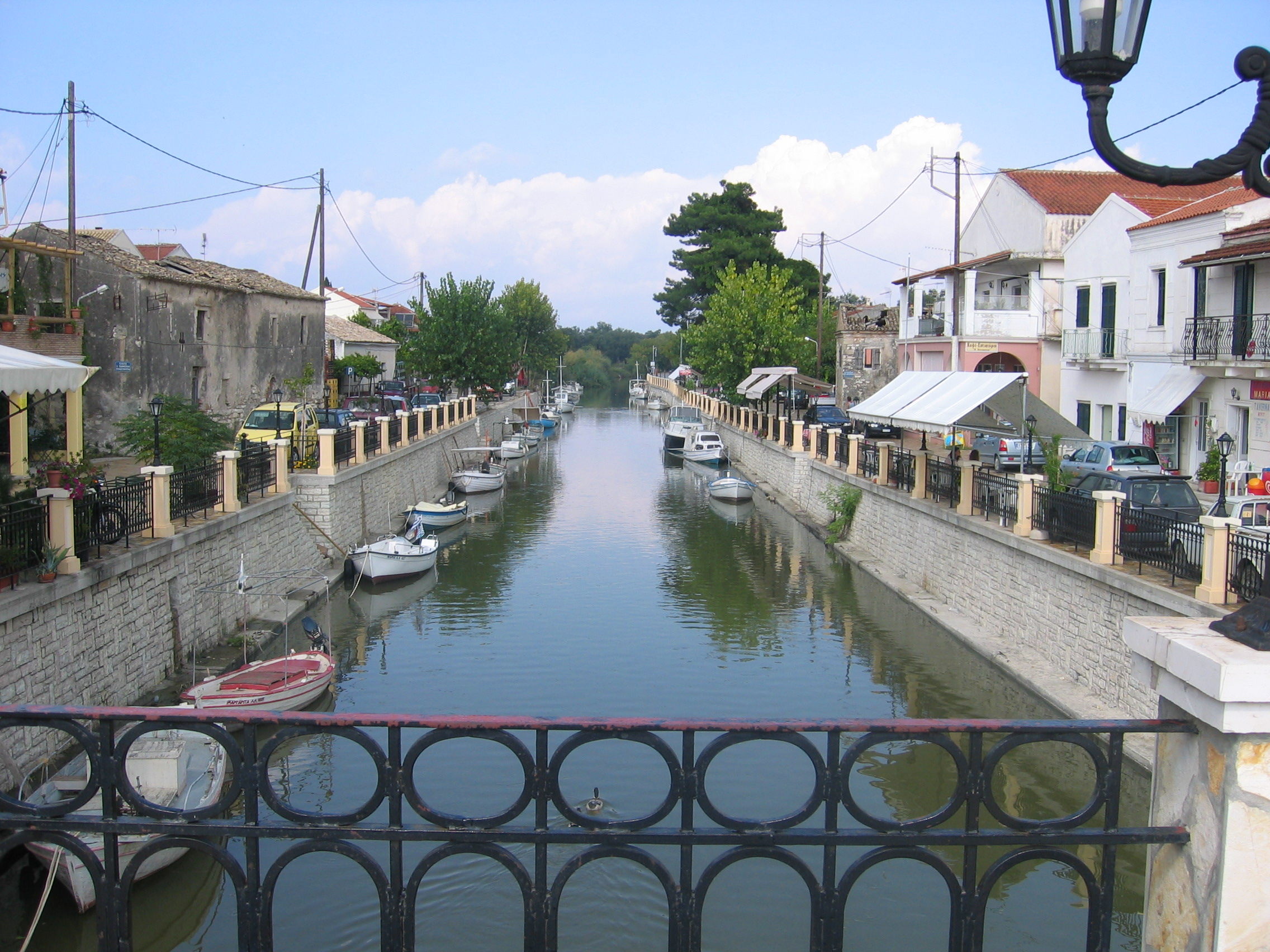
قناة مياه في المدينة

ليفكيمي (Λευκίμμη) هي مدينة في كيركيرا في مقاطعة كينتريكي إلادا في اليونان.